# Guijo de Còria
Guijo de Còria (en castellà i oficialment Guijo de Coria) és un municipi de la província de Càceres, a la comunitat autònoma d'Extremadura (Espanya). Limita al nord amb Santibáñez el Alto i Villa del Campo, al sud amb Morcillo i Còria, a l'est amb Pozuelo de Zarzón i Guijo de Galisteo i a l'oest amb Calzadilla.